# Monestier-d'Ambel
Monestier-d'Ambel è un comune francese di 22 abitanti situato nel dipartimento dell'Isère della regione dell'Alvernia-Rodano-Alpi.

## Società

### Evoluzione demografica
Abitanti censiti